# Zmagoslav
Zmagoslav je moško osebno ime.

## Izvor imena
Ime Zmagoslav je različica moškega osebnega imena Zmago.

## Pogostost imena
Po podatkih Statističnega urada Republike Slovenije je bilo na dan 31. decembra 2007 v Sloveniji število moških oseb z imenom Zmagoslav: 155.